# 第39回ボストン映画批評家協会賞
39th BSFC Awards

2018年12月16日

作品賞: 

ビール・ストリートの恋人たち
第39回ボストン映画批評家協会賞（だい39かいボストンえいがひひょうかきょうかいしょう）は2018年の映画を対象としており、2018年12月16日に受賞者が発表された。

## 受賞一覧

### 作品賞
- 『ビール・ストリートの恋人たち』

### 監督賞
- リン・ラムジー - 『ビューティフル・デイ』

### 主演男優賞
- ジョン・C・ライリー - 『僕たちのラストステージ』

### 主演女優賞
- メリッサ・マッカーシー - 『ある女流作家の罪と罰』

### 助演男優賞
- リチャード・E・グラント - 『ある女流作家の罪と罰』

### 助演女優賞
- レジーナ・キング - 『ビール・ストリートの恋人たち』

### アンサンブル・キャスト賞
- 『万引き家族』

### 脚本賞
- ニコール・ホロフセナー、ジェフ・ウィッティ - 『ある女流作家の罪と罰』

### 撮影賞
- アルフォンソ・キュアロン - 『ROMA/ローマ』

### 編集賞
- トム・クロス - 『ファースト・マン』

### アニメ映画賞
- 『犬ヶ島』

### 外国語映画賞
- 『万引き家族』 日本

### ドキュメンタリー映画賞
- 『ミスター・ロジャースのご近所さんになろう』

### 新人映画人賞
- ボー・バーナム - 『エイス・グレード 世界でいちばんクールな私へ』

### 音楽賞
- ニコラス・ブリテル - 『ビール・ストリートの恋人たち』

## 参考
1. ↑  “Boston Society of Film Critics announces winners”. 2018年12月19日閲覧。

| ボストン映画批評家協会賞       | ボストン映画批評家協会賞                    | ボストン映画批評家協会賞       |
| ------------------------------ | ------------------------------------------- | ------------------------------ |
| 前回 （2017年度）              | 第39回ボストン映画批評家協会賞 （2018年度） | 次回（2019年度）               |
| 第38回ボストン映画批評家協会賞 | 第39回ボストン映画批評家協会賞 （2018年度） | 第40回ボストン映画批評家協会賞 |